# Bernard Villaret
 (août 2012).
Œuvres principales
Quand reviendra l'oiseau-nuage
Bernard Villaret, né le 26 septembre 1909 dans le 8e arrondissement de Paris et décédé le 27 août 2006 dans le 13e arrondissement de Paris, médecin de profession, est un voyageur et écrivain français. Il consacre ses premiers ouvrages à des pays qu'il affectionne, en particulier le Mexique, le Pérou et la Polynésie (il s'y est d'ailleurs installé pendant quelques années avec son épouse, Jacqueline Foulque-Villaret), le plus souvent sous forme documentaire mais quelquefois romanesque. Il est également spécialiste océanien de la pêche sous-marine dans les années 1950.
Dans les années 1970, il s'essaie à la science-fiction dans un style qu'on compare parfois à Stefan Wul. Il publie sept romans de SF entre 1970 et 1983.
Il est le neveu et principal héritier de la violoniste Hélène Jourdan-Morhange. En 1985, il a publié les correspondances de Colette à cette dernière.

### Littérature générale
- Seul, le corail reste... (Albin Michel, 1950)
- Le Grand requin mangeur de nuages (Calmann-Lévy, 1953)
- Sept histoires des mers du Sud (Éditions du Pacifique, 1972)
- Tonnerre sur les Marquises (Bibliothèque Rouge, 1974)

### Romans de science-fiction
- Mort au champ d'étoiles (Marabout, 1970). Bref résumé : L'ingénieur Jacques Seurat, né en 1942, est placé en biostase en 1970. Il en est sorti en 2058. Après la Guerre de Quarante heures survenue au début du XXIe siècle, le monde s'est profondément transformé : la géopolitique mondiale a changé, le communisme a disparu, la téléportation permet de quitter la Terre (sans pouvoir y revenir), au point que 80% des humains ont quitté la Terre, les planètes du système solaire ont été colonisées, on ne travaille plus qu'un mois par an, etc. La fin du roman permet d'apprendre que la téléportation est une technologie qui a été transmise en secret par des extraterrestres, individuellement pas plus gros que des fourmis, qui souhaitent coloniser la Terre à brève échéance.
- Deux soleils pour Artuby (Denoël, Présence du futur 141, 1971)
- Le Chant de la coquille Kalasaï (Denoël, Présence du futur 170, 1973)
- Visa pour l'outre-temps (Denoël, Présence du futur 213, en 1976)
- Pas d'avenir pour les Sapiens (Nathan, 1980)
- L'Infini plus un mètre (Nathan, 1981)
- Quand reviendra l'oiseau-nuage (Denoël, Présence du futur 565, 1983)

### Autres publications
- Les Îles de la nuit (1947)
- Tahiti, le dernier paradis terrestre (1951)
- Piti-ù-taï, mon île déserte du Pacifique, six mois de chasses sous-marines parmi les poissons de coraux (1952)
- Océanie (1955)
- Archipels polynésiens (1956)
- Mexique (1962)
- Arts anciens du Mexique. Architecture et sculpture (1962)
- Arts anciens du Mexique. Collection Panoramique (1962)
- Le Mexique aux 100 000 pyramides (1963)
- Le Pérou mort et vif (1964)
- Galapagos au bout du monde (1966)
- Bernard Villaret (texte et photographies), Îles des mers du Sud, Paris, Société continentale d'éditions modernes illustrées, coll. « Connaissance des îles », 1966, 367 p.
- Les Merveilles du Pacifique (1969)
- Île de Pâques - nombril du monde (1970)
- Au vent des îles : Deux cent soixante-quinze paradis ou enfers insulaires de par le monde (1975)
- Arts anciens du Pérou (1978)

### Bases de données
- Notices d'autorité :   - VIAF
  - ISNI
  - BnF (données)
  - IdRef
  - LCCN
  - GND
  - CiNii
  - Belgique
  - Pays-Bas
  - Israël
  - NUKAT
  - Catalogne
  - Australie
  - Norvège
  - Lettonie
  - WorldCat
- Ressources relatives à la littérature :   - Internet Speculative Fiction Database
  - NooSFere